# أحمد الخير
أحمد الخير لاعب ارتكاز سعودي.

## مسيرة اللاعب
لعب لأندية النصر والرائد والشعلة والكوكب والمنتخب السعودي.

## الحياة الشخصية
هو شقيق اللاعب موسى الخير.